# Blue Peacock
Blue Peacock (dt.: Blauer Pfau) ist der Codename eines Atomwaffenprojekts, welches das britische Verteidigungsministerium während des Kalten Krieges in den 1950er Jahren durchführen ließ. Dieser Waffentyp kann zu den Atomic Demolition Munitions gezählt werden. Die Existenz dieses Waffenprojektes war jahrzehntelang geheim und wurde erst im Jahr 2002 durch den britischen Historiker David Hawkings öffentlich bekannt.

## Geplanter Einsatz
Das britische Verteidigungsministerium plante den Einsatz von Blue Peacock als Verteidigungswaffe im Falle eines überlegenen Angriffs der Truppen des Warschauer Pakts mit konventionellen Waffen. In dem Planspiel der Briten wäre der Gegner über die Zonengrenzen nach Westdeutschland vorgedrungen, ohne gestoppt werden zu können. Um die Besetzung Westdeutschlands zu verhindern, wären taktische Kernwaffen zum Einsatz gekommen. Da dieses Szenario als realistisch galt, erhielten alliierte Truppen schon vorher Atomwaffen in Kleinformat, die nicht die Vernichtungskraft strategischer Nuklearwaffen besaßen (z. B. Davy Crockett). Um eine Besetzung zu verhindern, sollte das Prinzip der "verbrannten Erde" angewendet werden. Nukleare Landminen sollten in der Nähe von Infrastrukturen wie z. B. Industrieanlagen, Bahnhöfen und Talsperren ausgebracht werden. Man geht davon aus, dass der Einsatz dieser Waffen tausende bis zehntausende Menschenleben gekostet hätte.

## Aufbau und Sprengkraft
Der Entwurf von Blue Peacock basierte auf einem anderen, kleineren Waffentyp mit dem Codenamen Blue Danube, mit dem die Royal Air Force bereits ausgerüstet wurde. Kernstück von Blue Danube war eine Plutoniumkugel umschlossen von hochexplosivem Material, mit einem Gewicht von 4,5 t. Aufgrund seines massiven Stahlmantels wog Blue Peacock wesentlich mehr, nämlich 7 t. Mit einer Sprengkraft von 10 kt TNT sollte er die Hälfte der Sprengkraft von Fat Man haben, der Bombe die im August 1945 über Nagasaki abgeworfen wurde.

## Zündung
Die Minen wären vergraben, in Seen und Flüssen versenkt oder auf der Oberfläche platziert worden. Die Zündung hätte entweder mit einem Draht über Fernauslösung aus bis zu fünf Kilometer Entfernung oder per Zeitzündung nach 8 Tagen erfolgen sollen. Außerdem wurden verschiedene Einrichtungen vorgesehen, die bei Entschärfungsversuchen oder Beschuss zur Auslösung geführt hätten.

## Klimatische Probleme undChicken Power
Die Techniker des Projektes sorgten sich darum, dass eine zuverlässige Zündung eventuell nicht mehr möglich wäre, wenn eine Mine im Winter länger tiefen Temperaturen ausgesetzt wäre. Ein Ansatz zur Lösung des Problems bestand in einer Wärmedämmung aus Glasfasern, die die komplette Blue Peacock umgeben sollte.
Am 1. April 2004 wurde vom Britischen Nationalarchiv ein bisher geheimes Dokument aus dem Jahr 1957 freigegeben, in welchem angedacht wurde, die Minen mit eingeschlossenen Hühnern zu vergraben. „Hühner, mit einer Wärmeabgabe von 1000 BTU (British thermal units) pro Vogel und Tag“ seien „eine Möglichkeit“, um die Bombe mit einer „Heizung unter der Waffenhülle, unabhängig von einer Energieversorgung, am Aufstellungsort“ warmzuhalten. Die Hühner wären mit Futter versorgt und von der Technik isoliert worden und hätten ausreichend Wärme produziert, um eine zuverlässige Zündung zu gewährleisten.
Diese Art Sprengkörper erhielt deshalb von der Presse den Spitznamen chicken-powered nuclear bomb. Der unkonventionelle Vorschlag in Verbindung mit dem Veröffentlichungsdatum ließ zunächst einen Aprilscherz vermuten, was jedoch vom britischen Nationalarchiv dementiert wurde.
Inwieweit der Vorschlag seinerzeit weiterverfolgt wurde, ist nicht bekannt.

## Ende des Projekts
Im Sommer 1957, kurz vor dem Ende der Entwicklungen, wurden noch zehn Exemplare von Blue Peacock vom britischen Militär geordert, doch schon drei Monate später wurde die Bestellung gestoppt. Bei der militärischen Führung entstanden Zweifel am Projekt. Es wurden bereits kleinere und leichtere Gefechtsköpfe entwickelt. Einen radioaktiven Niederschlag nach einer Zündung stufte man als „unangebracht“ ein. Außerdem wurde diskutiert, ob das Ausbringen dieser Waffe auf dem Gebiet eines Verbündeten politisch angebracht sei. Im Frühjahr 1958 wurde das Projekt durch das britische Verteidigungsministerium beendet. 
Ein Prototyp von Blue Peacock wurde wahrscheinlich bei einem Versuch zerstört. Ein anderer befindet sich in der historischen Sammlung des Atomic Weapons Establishment (AWE) in Aldermaston, Berkshire.